# BWF Super Series 2013
De BWF Super Series 2013 is het zevende seizoen van de BWF Super Series, een internationale reeks badmintontoernooien.

## Schema
| Ronde | Officiële toernooinaam           | Stadion                             | Stad         | Datum        | Datum        | Prijzengeld US$ |
| Ronde | Officiële toernooinaam           | Stadion                             | Stad         | Start        | Einde        | Prijzengeld US$ |
| ----- | -------------------------------- | ----------------------------------- | ------------ | ------------ | ------------ | --------------- |
| 1     | Korea Open Super Series Premier  | Seoul National University Gymnasium | Seoul        | 8 januari    | 13 januari   | 1.000.000       |
| 2     | Malaysia Open Super Series       | Putra Indoor Stadium                | Kuala Lumpur | 15 januari   | 20 januari   | 400.000         |
| 3     | All England Super Series Premier | National Indoor Arena               | Birmingham   | 5 maart      | 10 maart     | 400.000         |
| 4     | India Super Series               | Siri Fort Indoor Stadium            | New Delhi    | 23 april     | 28 april     | 200.000         |
| 5     | Indonesia Super Series Premier   | Bung Karno Stadium                  | Jakarta      | 11 juni      | 16 juni      | 650.000         |
| 6     | Singapore Super Series           | Singapore Indoor Stadium            | Singapore    | 18 juni      | 23 juni      | 200.000         |
| 7     | China Masters Super Series       | Xincheng Gymnasium                  | Changzhou    | 10 september | 15 september | 250.000         |
| 8     | Japan Super Series               | Tokyo Metropolitan Gymnasium        | Tokio        | 17 september | 22 september | 200.000         |
| 9     | Denmark Super Series Premier     | Odense Idrætshal                    | Odense       | 15 oktober   | 20 oktober   | 400.000         |
| 10    | French Super Series              | Stade Pierre-de-Coubertin           | Parijs       | 22 oktober   | 27 oktober   | 200.000         |
| 11    | China Open Super Series Premier  | Yuan Shen Gymnasium                 | Shanghai     | 12 november  | 17 november  | 350.000         |
| 12    | Hong Kong Super Series           | Hong Kong Coliseum                  | Kowloon      | 19 november  | 24 november  | 250.000         |
| 13    | Super Series Masters Finals      | Kuala Lumpur Badminton Stadium      | Kuala Lumpur | 11 december  | 15 december  | 500.000         |

### Winnaars
| Toernooi        | Mannen enkel    | Vrouwen enkel     | Mannen dubbel                      | Vrouwen dubbel                          | Gemengd dubbel                              |
| --------------- | --------------- | ----------------- | ---------------------------------- | --------------------------------------- | ------------------------------------------- |
| Zuid-Korea      | Lee Chong Wei   | Sung Ji-hyun      | Ko Sung-hyun Lee Yong-dae          | Wang Xiaoli Yu Yang                     | Zhang Nan Zhao Yunlei                       |
| Maleisië        | Lee Chong Wei   | Tai Tzu-Ying      | Mohammad Ahsan Hendra Setiawan     | Bao Yixin Tian Qing                     | Joachim Fischer Nielsen Christinna Pedersen |
| All England     | Chen Long       | Tine Baun         | Liu Xiaolong Qiu Zihan             | Wang Xiaoli Yu Yang                     | Tantowi Ahmad Lilyana Natsir                |
| India           | Lee Chong Wei   | Ratchanok Intanon | Liu Xiaolong Qiu Zihan             | Miyuki Maeda Satoko Suetsuna            | Tantowi Ahmad Lilyana Natsir                |
| Indonesië       | Lee Chong Wei   | Li Xuerui         | Mohammad Ahsan Hendra Setiawan     | Cheng Shu Bao Yixin                     | Zhang Nan Zhao Yunlei                       |
| Singapore       | Tommy Sugiarto  | Wang Yihan        | Mohammad Ahsan Hendra Setiawan     | Tian Qing Zhao Yunlei                   | Tantowi Ahmad Lilyana Natsir                |
| China Masters   | Wang Zhengming  | Lui Xin           | Ko Sung-hyun Lee Yong-dae          | Wang Xiaoli Yu Yang                     | Zhang Nan Zhao Yunlei                       |
| Japan           | Lee Chong Wei   | Akane Yamaguchi   | Mohammad Ahsan Hendra Setiawan     | Ma Jin Tang Jinhua                      | Zhang Nan Zhao Yunlei                       |
| Denemarken      | Chen Long       | Wang Yihan        | Lee Yong-dae Yoo Yeon-seong        | Bao Yixin Tang Jinhua                   | Zhang Nan Zhao Yunlei                       |
| Frankrijk       | Jan Ø Jorgensen | Wang Shixian      | Markis Kido Markus Fernaldi Gideon | Bao Yixin Tang Jinhua                   | Zhang Nan Zhao Yunlei                       |
| China Open      | Chen Long       | Li Xuerui         | Lee Yong-dae Yoo Yeon-seong        | Wang Xiaoli Yu Yang                     | Tontowi Ahmad Lilyana Natsir                |
| Hong Kong       | Lee Chong Wei   | Wang Yihan        | Lee Yong-dae Yoo Yeon-seong        | Bao Yixin Tang Jinhua                   | Chris Adcock Gabrielle White                |
| Masters Finales | Lee Chong Wei   | Li Xuerui         | Mohammad Ahsan Hendra Setiawan     | Christinna Pedersen Kamilla Rytter Juhl | Joachim Fischer Nielsen Christinna Pedersen |

### Overwinningen per land
| Land           | KOR | MAS | ENG | IND | INA | SIN | CHN | JPN | DEN | FRA | CHN | HKG | SSF | Totaal |
| -------------- | --- | --- | --- | --- | --- | --- | --- | --- | --- | --- | --- | --- | --- | ------ |
| China          | 2   | 1   | 3   | 1   | 3   | 2   | 4   | 2   | 4   | 3   | 3   | 2   | 1   | 31     |
| Indonesië      |     | 1   | 1   | 1   | 1   | 3   |     | 1   |     | 1   | 1   |     | 1   | 11     |
| Maleisië       | 1   | 1   |     | 1   | 1   |     |     | 1   |     |     |     | 1   | 1   | 7      |
| Zuid-Korea     | 2   |     |     |     |     |     | 1   |     | 1   |     | 1   | 1   |     | 6      |
| Denemarken     |     | 1   | 1   |     |     |     |     |     |     | 1   |     |     | 2   | 5      |
| Japan          |     |     |     | 1   |     |     |     | 1   |     |     |     |     |     | 2      |
| Chinees Taipei |     | 1   |     |     |     |     |     |     |     |     |     |     |     | 1      |
| Thailand       |     |     |     | 1   |     |     |     |     |     |     |     |     |     | 1      |
| Engeland       |     |     |     |     |     |     |     |     |     |     |     | 1   |     | 1      |

## Eindrangschikking
| Plaats | Speler                    | Toernooien | Punten |
| ------ | ------------------------- | ---------- | ------ |
| 1      | Lee Chong Wei             | 9          | 83.920 |
| 2      | Kenichi Tago              | 12         | 61.780 |
| 3      | Jan Ø Jorgensen           | 11         | 56.290 |
| 4      | Tommy Sugiarto            | 12         | 54.590 |
| 5      | Boonsak Ponsana           | 12         | 50.410 |
| 6      | Sony Dwi Kuncoro          | 9          | 49.860 |
| 7      | Wang Zhengming            | 11         | 47.530 |
| 8      | Hu Yun                    | 11         | 43.180 |
| 9      | Takuma Ueda               | 12         | 41.410 |
| 10     | Tanongsang Saensomboonsuk | 9          | 41.100 |

| Plaats | Speler                   | Toernooien | Punten |
| ------ | ------------------------ | ---------- | ------ |
| 1      | Wang Shixian             | 9          | 62.190 |
| 2      | Saina Nehwal             | 10         | 54.080 |
| 3      | Bae Yeon-ju              | 11         | 53.870 |
| 4      | Porntip Buranaprasertsuk | 11         | 53.450 |
| 5      | Li Xuerui                | 8          | 52.630 |
| 6      | Minatsu Mitani           | 12         | 52.340 |
| 7      | Sung Ji-hyun             | 10         | 52.000 |
| 8      | Wang Yihan               | 8          | 49.850 |
| 9      | Tai Tzu-Ying             | 10         | 47.650 |
| 10     | Eriko Hirose             | 12         | 47.000 |

| Plaats | Speler                              | Toernooien | Punten |
| ------ | ----------------------------------- | ---------- | ------ |
| 1      | Mohammad Ahsan Hendra Setiawan      | 9          | 67.390 |
| 2      | Hiroyuki Endo Kenichi Hayakawa      | 12         | 64.070 |
| 3      | Liu Xiaolong Qui Zihan              | 10         | 62.420 |
| 4      | Ko Sung-hyun Lee Yong-dae           | 7          | 55.610 |
| 5      | Hirokatsu Hashimoto Noriyasu Hirata | 12         | 48.430 |
| 6      | Kim Ki Jung Kim Sa Rang             | 10         | 45.730 |
| 7      | Mathias Boe Carsten Mogensen        | 8          | 43.190 |
| 8      | Kien Keat Koo Boon Heong Tan        | 8          | 43.150 |
| 9      | Hoon Thien How Tan Wee Kiong        | 8          | 38.660 |
| 10     | Chris Adcock Andrew Ellis           | 9          | 37.360 |

| Plaats | Speler                                            | Toernooien | Punten |
| ------ | ------------------------------------------------- | ---------- | ------ |
| 1      | Misaki Matsutomo Ayaka Takahashi                  | 12         | 73.450 |
| 2      | Wang Xiaoli Yu Yang                               | 8          | 67.680 |
| 3      | Christinna Pedersen Kamilla Rytter Juhl           | 10         | 60.520 |
| 4      | Ma Jin Tang Jinhua                                | 8          | 56.440 |
| 5      | Pia Zebadiah Bernadeth Rizki Amelia Pradipta      | 11         | 52.080 |
| 6      | Duanganong Aroonkesorn Kunchala Voravichitchaikul | 12         | 48.250 |
| 7      | Reika Kakiiwa Miyuki Maeda                        | 9          | 40.220 |
| 8      | Jung Kyung-eun Kim Ha-na                          | 8          | 39.450 |
| 9      | Jang Ye-na Kim So-young                           | 8          | 38.110 |
| 10     | Poon Lok Yan Tse Ying Suet                        | 10         | 37.780 |

| Gemengd dubbelspel \| Plaats \| Speler \| Toernooien \| Punten \| \| ------ \| ------------------------------------------- \| ---------- \| ------ \| \| 1 \| Zhang Nan Zhao Yunlei \| 10 \| 87.670 \| \| 2 \| Tantowi Ahmad Liliyana Natsir \| 8 \| 68.540 \| \| 3 \| Chris Adcock Gabrielle Adcock \| 10 \| 55.810 \| \| 4 \| Joachim Fischer Nielsen Christinna Pedersen \| 8 \| 54.600 \| \| 5 \| Xu Chen Ma Jin \| 7 \| 52.450 \| \| 6 \| Chan Peng Soon Goh Liu Ying \| 10 \| 51.580 \| \| 7 \| Markis Kido Pia Zebadiah Bernadeth \| 11 \| 51.250 \| \| 8 \| Praveen Jordan Vita Marissa \| 11 \| 47.960 \| \| 9 \| Sudket Prapakamol Saralee Thoungthongkam \| 10 \| 43.830 \| \| 10 \| Kenichi Hayakawa Misaki Matsutomo \| 12 \| 37.740 \| |                                             |            |        |
| Plaats | Speler                                      | Toernooien | Punten |
| 1 | Zhang Nan Zhao Yunlei                       | 10         | 87.670 |
| 2 | Tantowi Ahmad Liliyana Natsir               | 8          | 68.540 |
| 3 | Chris Adcock Gabrielle Adcock               | 10         | 55.810 |
| 4 | Joachim Fischer Nielsen Christinna Pedersen | 8          | 54.600 |
| 5 | Xu Chen Ma Jin                              | 7          | 52.450 |
| 6 | Chan Peng Soon Goh Liu Ying                 | 10         | 51.580 |
| 7 | Markis Kido Pia Zebadiah Bernadeth          | 11         | 51.250 |
| 8 | Praveen Jordan Vita Marissa                 | 11         | 47.960 |
| 9 | Sudket Prapakamol Saralee Thoungthongkam    | 10         | 43.830 |
| 10 | Kenichi Hayakawa Misaki Matsutomo           | 12         | 37.740 |